# Rik Fox
Rik Fox, właśc. Ryszard Suligowski (ur. w grudniu 1955 Amityville w stanie Nowy Jork) – amerykański gitarzysta heavymetalowy grający na gitarze basowej w zespołach W.A.S.P., Steeler i innych.
Jest synem urodzonego w USA Leonarda J. Suligowskiego (polskiego pochodzenia) oraz także urodzonej w USA Betty Suligowski (pochodzenia szwedzko-amerykańskiego). Rodzice rozwiedli się w 1956 roku.
Uważa się za potomka Zawiszy Czarnego. Oprócz kariery muzycznej zajął się promocją i rekonstrukcją polskiej broni i barwy z okresu Rzeczypospolitej Obojga Narodów. Już w latach 1998/99 rozpoczął rekonstrukcję stroju i uzbrojenia oraz promocję obyczajów polskiej szlachty. Jako pierwszy Polak w Stanach Zjednoczonych rozpoczął także rekonstrukcję husarii. Po raz pierwszy zaprezentował efekt swojej pracy na pokazie w Kalifornii w 2000 roku, wzbudzając wielką sensację.
Wokół Rika skupiła się wkrótce grupa jego przyjaciół, która realizuje pokazy (m.in. uczestniczyła w Paradzie Pułaskiego w Nowym Jorku w 2002 roku). Obecnie jego grupa rekonstrukcyjna nazywa się "Suligowski`s Regiment of Polish Commonwealth" i zdobyła uznanie zarówno amerykańskiej publiczności jak Polonii w USA. W uznaniu zasług na polu popularyzacji polskiej kultury Fox został wybrany przez Wydział Stanowy na Płd. Kalifornię Kongresu Polonii Amerykańskiej na wiceprezesa tej organizacji w Los Angeles.